# Каледонія (селище, Нью-Йорк)
Каледонія (англ. Caledonia) — селище (англ. village) в США, в окрузі Лівінгстон штату Нью-Йорк. Населення — 2080 осіб (2020).

## Географія
Каледонія розташована за координатами 42°58′32″ пн. ш. 77°51′26″ зх. д. / 42.97556° пн. ш. 77.85722° зх. д. (42.975473, -77.857113).  За даними Бюро перепису населення США в 2010 році селище мало площу 5,43 км², уся площа — суходіл.

## Демографія
Згідно з переписом 2010 року, у селищі мешкала 2201 особа в 915 домогосподарствах у складі 603 родин. Густота населення становила 405 осіб/км².  Було 971 помешкання (179/км²).
Расовий склад населення:
| - 94,1 % — білих - 3,4 % — чорних або афроамериканців - 0,7 % — азіатів |

До двох чи більше рас належало 1,3 %. Частка іспаномовних становила 1,4 % від усіх жителів.
За віковим діапазоном населення розподілялося таким чином: 24,2 % — особи молодші 18 років, 60,4 % — особи у віці 18—64 років, 15,4 % — особи у віці 65 років та старші. Медіана віку мешканця становила 42,5 року. На 100 осіб жіночої статі у селищі припадало 94,6 чоловіків;  на 100 жінок у віці від 18 років та старших — 90,4 чоловіків також старших 18 років.
Середній дохід на одне домашнє господарство  становив 60 291 долар США (медіана — 51 481), а середній дохід на одну сім'ю — 71 815 доларів (медіана — 68 894). Медіана доходів становила 42 462 долари для чоловіків та 36 806 доларів для жінок. За межею бідності перебувало 9,0 % осіб, у тому числі 6,3 % дітей у віці до 18 років та 8,6 % осіб у віці 65 років та старших.
Цивільне працевлаштоване населення становило 1177 осіб. Основні галузі зайнятості: освіта, охорона здоров'я та соціальна допомога — 19,7 %, роздрібна торгівля — 16,9 %, виробництво — 16,4 %.